# Empacher

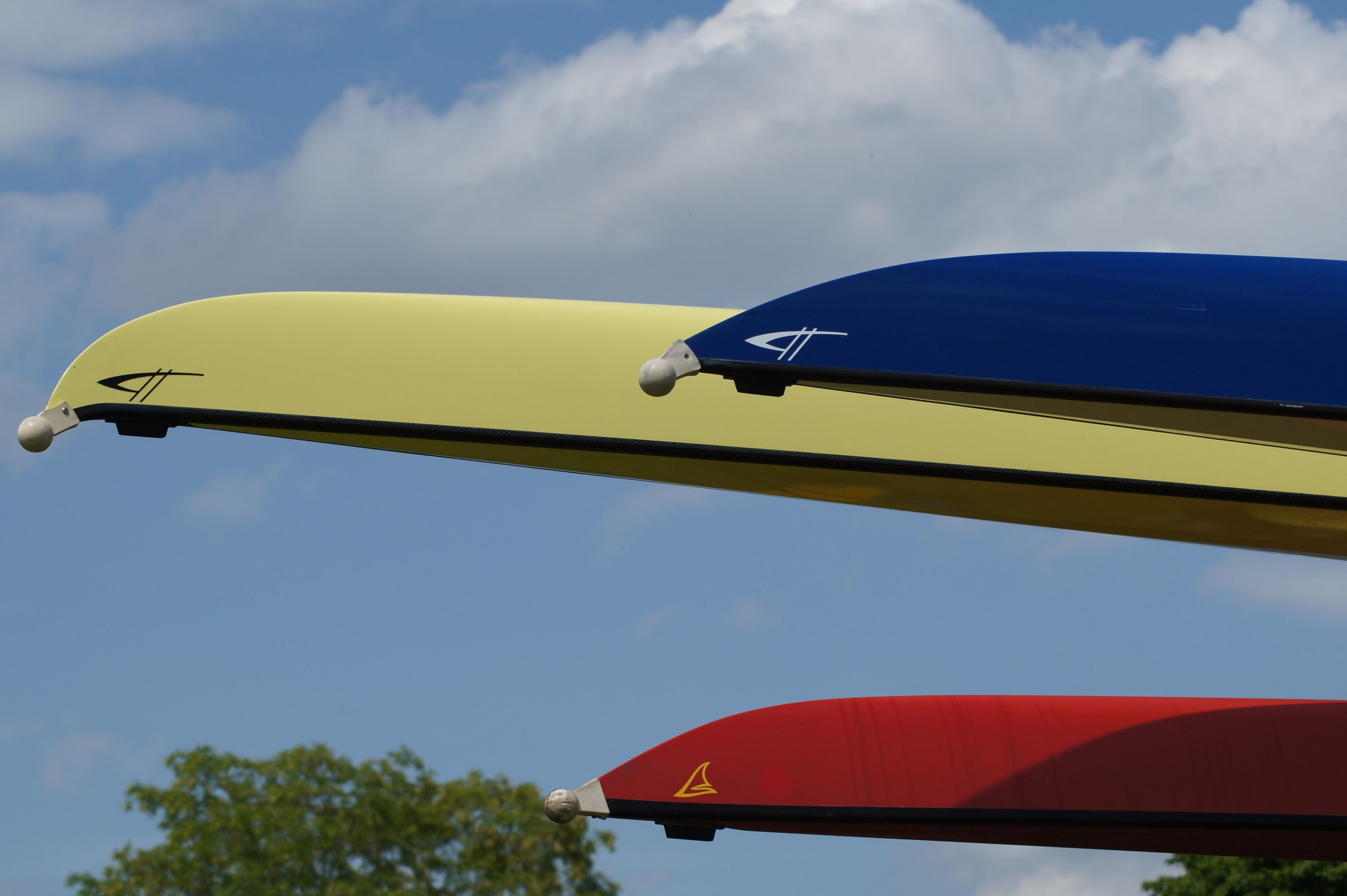
Detalle de la proa de un bote de remo Empacher. Aunque el amarillo es el color que más se asocia con la marca, también fabrican botes en otros colores.

Empacher (Bootswerft Empacher GmbH) es un fabricante de embarcaciones, especializado en el deporte de remo. Fue fundado por Willy Empacher el 18 de diciembre de 1923 en Königsberg, Prusia Oriental como fabricante de yates de vela. En 1952 comenzó a producir botes de remo de competición, convirtiéndose en su principal fuente de ingresos. En la actualidad su sede está ubicada en Eberbach, Alemania.
Los botes de remo Empacher actualmente son utilizados por muchos equipos en diversas regatas internacionales, incluyendo el Campeonato Mundial de Remo y los Juegos Olímpicos.
Desde finales de la década de 1970, la marca Empacher es reconocida por el color amarillo pálido de sus botes de remo.